# Gheorghe Cefan
Gheorghe Cefan (n. 6 martie 1947, Șiria, România) este un fost atlet român, specializat în proba de 3000 de metri cu obstacole.

## Carieră
Sportivul s-a apucat de atletism la vârsta de 14 ani. A fost de zece ori campion național, în anii 1968-1977, și de șase ori campion balcanic, în anii 1972-1977. A participat la Campionatele Europene din 1969 și 1971 și la Jocurile Olimpice din 1972 de la München.
La Campionatul European din 1974, la Roma, el a ocupat locul șase. La Universiada din 1975, tot la capitala Italiei, a obținut locul patru. În anul 1976 a stabilit cu timpul de 8:16,10 un nou recordul național. Performanța lui a rezistat 19 ani, până când Florin Ionescu a alergat 8:15,44 în 1995. Totuși la Jocurile Olimpice de la Montréal nu a reușit să ajungă în finală deoarece s-a accidentat într-un cantonament înainte de Olimpiadă.

## Palmares
| An   | Competiție           | Locație            | Loc | Note    |
| ---- | -------------------- | ------------------ | --- | ------- |
| 1969 | Campionatul European | Atena, Grecia      | 14  | 8:58,2  |
| 1971 | Campionatul European | Helsinki, Finlanda | 23  | 8:44,34 |
| 1972 | Jocurile Olimpice    | München, Germania  | 15  | 8:33,8  |
| 1974 | Campionatul European | Roma, Italia       | 6   | 8:26,19 |
| 1975 | Universiada          | Roma, Italia       | 4   | 8:35,64 |
| 1976 | Jocurile Olimpice    | Montréal, Canada   | 23  | 8:57,22 |

## Recorduri personale
| Probă            | Performanță | Dată         | Locație   |
| ---------------- | ----------- | ------------ | --------- |
| 3000 m obstacole | 8:16,10     | 8 iunie 1976 | Stockholm |